# 藍莓之夜
《藍莓之夜》（英語：[My Blueberry Nights] 错误：{{Lang}}：文本有斜体标记（帮助）），是王家衛於2007年執導的中法合拍英語電影。雖然本片成本有1400萬美元，但北美票房僅有80萬美元。在獎項方面的表現也不如人意。本片被選為第60屆坎城影展開幕片。

## 劇情
伊莉莎白（諾拉·瓊斯飾）被情人劈腿後，到了傑瑞米（裘德洛飾）的店裡。她開始到美國各地，展開一個尋找自己的長途旅程，在漫長的旅途中，她遇到形形色色的人，一對警察夫妻，一位賭徒。伊莉莎白學會忘記過去的悲傷，終究回到傑瑞米的小餐館。

## 演員
- 诺拉·琼斯飾 伊莉莎白 (Lizzie/Beth)
- 祖狄·羅飾 傑瑞米
- 大衛·史崔森 飾Arnie Copeland
- 麗素·慧絲 飾Sue Lynne Copeland
- 娜塔莉·波特曼飾Leslie
- 貓女魔力 飾 Katya
- 約翰·馬洛伊 飾 Diner Manager
- 迪梅特里烏斯·巴特勒 飾 男顧客
- 弗兰基·费森 飾Travis
- 阿德里安·萊諾克斯 飾Sandy
- 本傑明·凱恩斯 飾Randy
- 邁克爾·哈奈特飾 Sunglasses
- 邁克爾·梅飾 Aloha
- 查德·戴維斯飾 Boyfriend
- 卡蒂亞·布魯門伯格 飾 girlfriend